# Cisti di Bartolino
Un cisti di Bartolino (o "di Bartolini") si forma quando il dotto di una della ghiandole di Bartolino, ghiandole localizzate nel terzo inferiore delle grandi labbra la cui funzione è quella di secernere il muco che lubrifica la vagina durante i rapporti sessuali, si ottura. Mentre cisti di piccole dimensioni possono essere del tutto asintomatiche, cisti di dimensioni più grandi possono portare al rigonfiamento di uno dei lati della vagina, quindi ad un'asimmetria vulvare, e a dolore durante i rapporti sessuali o la deambulazione. Nel caso poi in cui una delle cisti si infetti, ciò potrebbe portare alla formazione di un ascesso, solitamente rosso e molto doloroso.
Le cause che portano alla formazione di queste cisti sono generalmente sconosciute. Infezioni sessualmente trasmissibili non sono solitamente coinvolte e solo raramente può essere coinvolta la gonorrea. Solitamente, la diagnosi si basa sui sintomi e su un esame fisico della zona interessata; nelle pazienti ultraquarantenni, però, è raccomandata anche una biopsia, in modo da poter escludere il cancro, in particolare l'adenocarcinoma della ghiandola di Bartolino.
Se le cisti sono asintomatiche, solitamente si preferisce non portare avanti alcun trattamento volto a eliminarle. Qualora invece tali sintomi siano presenti, viene tipicamente effettuato un drenaggio, preferibilmente effettuato con l'inserimento di un catetere di Word da mantenere per 4-6 settimane, preceduto da una piccola incisione che ne faciliti l'applicazione. In alcuni casi può invece rendersi necessario l'utilizzo di una pratica chirurgica nota come marsupializzazione, in cui la cisti viene incisa e le sue pareti vengono esteriorizzate in modo che il liquido non possa ristagnare all’interno, o, nel caso in cui il problema persista, si ricorre alla rimozione completa della ghiandola. Tale rimozione è talvolta addirittura raccomandata nelle pazienti ultraquarantenni in modo da assicurarsi del fatto che non sia presente alcuna forma di cancro.
La formazione di cisti di Bartolino affligge circa il 2% delle donne almeno una volta nella propria vita, generalmente negli anni di fertilità. La malattia deve il suo nome all'anatomista danese Caspar Bartholin il Giovane, il quale nel 1677 descrisse per primo le ghiandole che portano il suo nome, mentre il meccanismo ad essa sottostante è stato scoperto nel 1967 da Buford Word.

## Sintomi
Nella maggior parte dei casi, le cisti di Bartolino non causano alcun sintomo, ma talvolta, quando le dimensioni raggiungono i 3-4 cm di diametro, esse possono causare dolore durante la deambulazione, nel mantenimento della posizione seduta o durante un rapporto sessuale. Localizzate nel terzo inferiore delle grandi labbra, quindi nella porzione posterolaterale dell'orifizio vaginale, la formazione di cisti di Bartolino colpisce solo il lato sinistro o il lato destro della vagina.

## Patofisiologia
Una cisti di Bartolino si forma quando il dotto che drena l'omonima ghiandola si ottura. Quando ciò accade, a causa di un'infezione o, come più di frequente, di un grumo di muco, le secrezioni ghiandolari vengono ritenute e formano una cisti. La citata infezione delle ghiandole, chiamata bartolinite, o del dotto di Bartolino può essere ricondotta a uno dei seguenti batteri: gonococco di Neisser, responsabile della gonorrea, stafilococco aureo o stafilococco piogeno, escherichia coli, chlamydia trachomatis, generalmente responsabile della clamidia, ed haemophilus influenzae.

## Diagnosi
Altre condizioni che possono manifestare gli stessi sintomi includono, tra le altre, le cisti del dotto di Skene, le cisti epidermoidi, l'idroadenoma papillare e i lipomi, per questo motivo, nelle pazienti di più di quarant'anni d'età è raccomandabile effettuare una biopsia per sincerarsi del fatto che non si tratti di una neoplasia.

## Trattamento
Se le cisti di Bartolino sono asintomatiche, il trattamento non è solitamente necessario ma tali piccole cisti vanno comunque tenute d'occhio nel tempo onde osservare la loro evoluzione. Nei casi in cui si richieda un intervento, si può agire applicando un catetere per drenare la cisti o si può intervenire chirurgicamente aprendo la cisti per creare una comunicazione permanente tra il dotto escretore e l'esterno, ricorrendo quindi alla tecnica della marsupializzazione. Al di là del metodo di intervento adoperato, il tasso di successo degli interventi è dell'85% per quanto riguarda l'eliminazione del gonfiore e di ogni altro disagio e l'ottenimento di condotti perfettamente drenanti.
Per quanto riguarda la cateterizzazione, si tratta di una procedura poco invasiva che può essere effettuata ambulatorialmente. In essa, un piccolo tubo di gomma a testa sferica con un palloncino sgonfio all'estremità (conosciuto come catetere di Word) viene inserito nella cisti; dopodiché, il palloncino viene gonfiato per mantenere il catetere in posizione. Il catetere rimane in sede per un periodo che va dalle 4 alle 6 settimane, impedendo all'apertura utilizzata per il drenaggio di chiudersi e consentendo quindi il ripristino dell'apertura del dotto ghiandolare. Solitamente, il catetere non impedisce alcuna normale attività, ma generalmente si raccomanda di astenersi da rapporti sessuali fintanto che il catetere non viene rimosso.
Per quanto riguarda invece la marsupializzazione, in questo intervento, quasi sempre ambulatoriale, le cisti vengono aperte permanentemente e le loro pareti estroflesse e suturate all'esterno con l'applicazione di punti chirurgici riassorbibili, in modo da riaprire e mantenere aperto il dotto ghiandolare. In questo caso la guarigione richiede un paio di settimane.
In caso di infezione, e quindi nel caso in cui una cisti si ascessualizzi, è necessario ricorrere agli antibiotici prescritti dal medico per non meno di dieci giorni, il tutto accompagnato da antidolorifici, come l'ibuprofene. Se però le infezioni si ripresentano diverse volte, coinvolgendo anche la ghiandola, e quindi nel caso in cui la bartolinite sia recidiva, allora può rendersi necessaria l'asportazione chirurgica sia della ghiandola che del dotto, detta bartolinectomia.

## Prognosi
Sebbene le cisti di Bartolino possano essere anche piuttosto dolorose, esse non mettono comunque in pericolo la vita della paziente. La formazione di nuove cisti non può essere prevenuta, ma la rimozione chirurgica, effettuata anche tramite laser, rende meno probabile che una nuova cisti si formi nella stessa sede della precedente. La comparsa delle cisti di Bartolino è un fenomeno ricorrente, che si ripresenta nel giro di qualche anno o anche più spesso. Diverse pazienti sottoposte a marsupializzazione delle cisti hanno testimoniato il fatto che la ricorrenza è, nel loro caso, più lenta, ma non scomparsa.

## Epidemiologia
Circa il 2% delle donne sperimenta la comparsa di una cisti alle ghiandole di Bartolino almeno una volta nella propria vita. Le cisti colpiscono circa una persona su 2 000 all'anno, mentre il tasso tra le donne di età compresa tra i 35 e i 50 anni sale a 2,4 su 2 000. In particolare, la maggior incidenza della comparsa delle cisti di Bartolino si ha con l'avanzare dell'età fino alla menopausa, dopo la quale, invece, il tasso di comparsa diminuisce. Diverse ricerche hanno mostrato che la bartolinite è più diffusa tra le donne di etnia ispanica piuttosto che tra le donne di razza caucasica o negroide. Infine, il rischio di sviluppare cisti alle ghiandole di Bartolino aumenta con il numero di parti effettuati.